# Telechelifer lophonotus
Genre
Espèce
Telechelifer lophonotus, unique représentant du genre Telechelifer, est une espèce de pseudoscorpions de la famille des Cheliferidae.

## Distribution
Cette espèce est endémique du Sri Lanka.

## Description
Le mâle holotype mesure 2,72 mm.

## Publication originale
- Chamberlin, 1949 : New and little-known false scorpions from various parts of the world (Arachnida, Chelonethida), with notes on structural abnormalities in two species. American Museum Novitates, no 1430, p. 1-57 (texte intégral).